# Darrouzett
Darrouzett é uma cidade  localizada no estado norte-americano de Texas, no Condado de Lipscomb.

## Demografia
Segundo o censo norte-americano de 2000, a sua população era de 303 habitantes.
Em 2006, foi estimada uma população de 302, um decréscimo de 1 (-0.3%).

## Geografia
De acordo com o United States Census Bureau tem uma área de 1,0 km², dos quais 1,0 km² cobertos por terra e 0,0 km² cobertos por água. Darrouzett localiza-se a aproximadamente 779 m acima do nível do mar.

## Localidades na vizinhança
O diagrama seguinte representa as localidades num raio de 44 km ao redor de Darrouzett.